# Herman Reynders
Herman Reynders (Hasselt, 1 februari 1958) is een voormalig Belgisch politicus van de sp.a en provinciegouverneur van Limburg.

## Levensloop
In 1980 studeerde Reynders af als handelsingenieur aan de toenmalige Economische Hogeschool Limburg en was nadien van 1980 tot 1981 leraar aan het Rijksinstituut voor Technisch Onderwijs in Sint-Truiden. In 1982 ging hij kaderlid aan de slag op de Limburgse socialistische mutualiteit De Voorzorg, waar hij in 1998 doorgroeide tot adjunct-secretaris. Nadien was Reynders van 1999 tot 2001 secretaris en van 2001 tot 2007 voorzitter van deze mutualiteit en van 2007 tot 2009 voorzitter en afgevaardigd beheerder van de afdeling Apotheken, Poliklinieken en Optieken van De Voorzorg Limburg.

### Politiek
De politieke carrière van Reynders begon in oktober 1988, toen hij verkozen werd tot gemeenteraadslid van Hasselt. In januari 1995 werd hij schepen van de stad, bevoegd voor Financiën, Ruimtelijke Ordening, Leefmilieu en Verkeer. Vanaf september 1998 was hij waarnemend burgemeester van de stad op het moment dat zijn partijgenoot Steve Stevaert een ministerpost kreeg in de Vlaamse Regering. In 2003 werd Stevaert voorzitter van de sp.a en werd Reynders wederom benoemd tot dienstdoend burgemeester van de stad. In juni 2005, nadat Steve Stevaert gouverneur van de provincie Limburg was geworden, werd hij ten slotte aangesteld als burgemeester van Hasselt. Deze functie oefende hij uit tot in oktober 2009. Hij werd als burgemeester van Hasselt opgevolgd door Hilde Claes.
Na de derde rechtstreekse Vlaamse verkiezingen van 13 juni 2004 kwam hij begin juli 2004 voor de kieskring Limburg in het Vlaams Parlement terecht als opvolger van Hilde Claes, die aan haar mandaat verzaakte. Hij bleef Vlaams volksvertegenwoordiger tot eind januari 2006 en nam toen ontslag om zich volledig toe te leggen op het burgemeesterschap, waarna hij in het Vlaams Parlement werd opgevolgd door Els Robeyns. 
Op 5 oktober 2009 volgde Reynders Stevaert op als gouverneur van Limburg, nadat die op 7 juni 2009 zijn ontslag had aangekondigd. In februari 2020 nam hij ontslag als gouverneur. Als gouverneur was Reynders tevens van 2009 tot 2020 lid van de raad van bestuur en van 2010 tot 2013 voorzitter van de Euregio Maas-Rijn, van 2010 tot 2020 lid van de raad van bestuur van HospiLim, de vereniging van Limburgse ziekenhuizen en psychiatrische instellingen, en van 2011 tot 2020 voorzitter van de raad van bestuur van Locate in Limburg, een initiatief om buitenlandse bedrijven aan te trekken om economische activiteiten uit te bouwen in Limburg.

### Na de politiek
Na zijn vertrek als gouverneur ging Reynders de naar hem vernoemde leerstoel Gouverneur Herman Reynders, Inclusief en excellent onderwijs in Limburg: Scholen die het verschil maken bekleden bij de UHasselt, waar hij onderzoek voert naar het wegwerken van de ongelijkheid in het onderwijs in Limburg.
Van 2020 tot 2022 was hij ook lid van de adviesraad van TomorrowLab en Living Tomorrow, twee organisaties die zich richten op innovatieve technologie en van 2020 tot 2024 voorzitter van 50pluz, een hr-bedrijf die individuele begeleiding biedt aan 50-plussers in de zoektocht naar een baan. Hij werd ook van 2020 tot 2021 clubambassadeur van basketbalclub Hubo Limburg United.

### Basket
Reynders was een verdienstelijk basketbalspeler en was actief in die sport van 1974 tot 1990. Hij speelde acht jaar in Eerste nationale bij onder andere Koninklijke Sint-Truidense basketbal en speelde ruim 35 A-internlands met het Belgisch nationaal basketbalteam tussen 1979 en 1983. In 1979 speelde Reynders mee op het EK, de Eurobasket 1979 die te Turijn, Italië plaatsvond. Hij is altijd een groot basketliefhebber gebleven en zette zich na zijn sportieve carrière dan ook in voor het Limburgse basket. Zo werd in 2011, onder zijn voorzitterschap, de Limburgse Basketball Foundation 'Herman Reynders' opgericht. Deze stichting heeft de ambitie een bijdrage te leveren om de kwaliteit en uitstraling van het basketbal in Limburg te verhogen. In 2014 lag hij mee aan de basis van de nieuwe Limburgse topbasketbalclub HUBO Limburg United.

## Eretekens
- België: Grootofficier in de Orde van Leopold II, KB van 24 januari 2015.